# 阿拉拉斯
22°21′S 47°23′W / 22.350°S 47.383°W

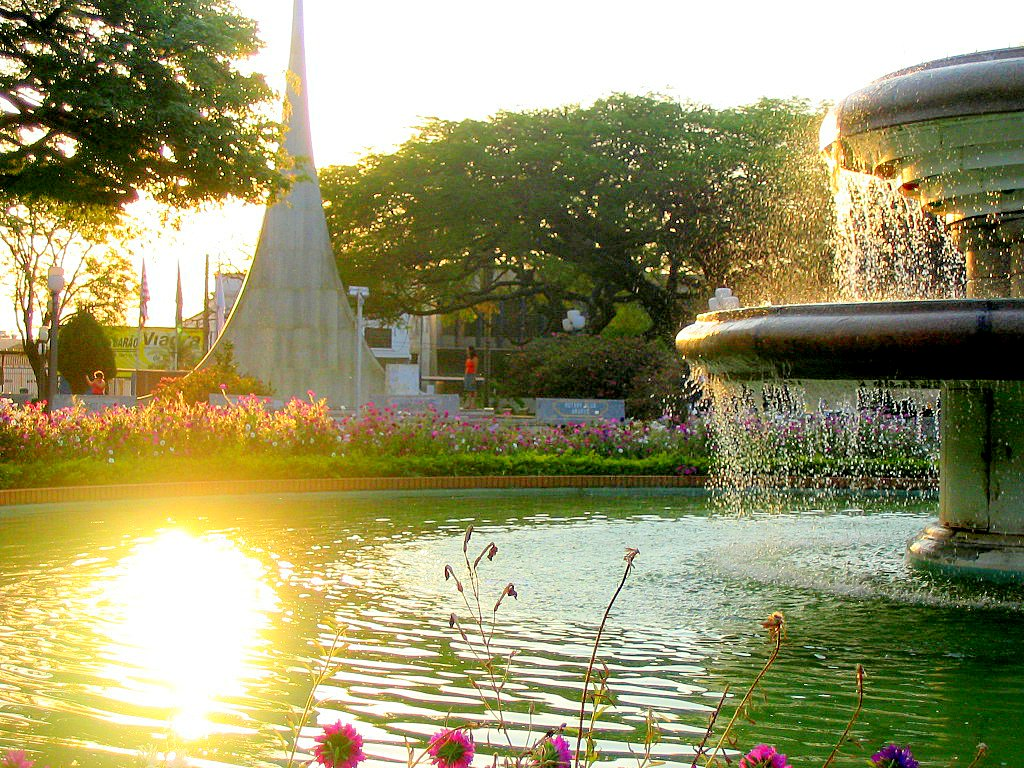
阿拉拉斯

阿拉拉斯是位于巴西东部圣保罗州的一座城市，人口112,783（2004年）。
城市名称“阿拉拉斯”意思为金刚鹦鹉。